# 올레크 얀콥스키
올레크 이바노비치 얀콥스키(러시아어: Оле́г Ива́нович Янко́вский, 1944년 2월 23일 ~ 2009년 5월 20일)는 소련과 러시아의 배우이다.

## 출연 작품
- 차르 (2009)
- 힙스터 (2008)
- 연인 (2002)
- 피아노2 (2000)
- 무언의 목격자 (1994)
- 러시아 취몽담 (1992)
- 차르 암살 (1991)
- 나의 20세기 (1989)
- 귀여운 짐승을 쏘았다 (1983)
- 노스탤지아 (1983)
- 배스커빌가의 개 (1981)
- 거울 (1975)
- 방패와 칼 (1968)